# Campylia temerarium
Campylia temerarium är en tvåvingeart som först beskrevs av Frederick Wollaston Hutton 1901.  Campylia temerarium ingår i släktet Campylia och familjen parasitflugor. Inga underarter finns listade i Catalogue of Life.